# (155) Escil·la
Scylla és l'asteroide núm. 155 de la sèrie. Fou descobert per en Johann Palisa el 8 de novembre del 1875. El seu nom es deu al monstre Escil·la de la mitologia grega.